# Wilhelm Seemann
 Wilhelm Eduard Gottfried Seemann (* 19. Jahrhundert; † März 1868 in Hannover) war ein deutscher Botaniker und Redakteur. Sein offizielles botanisches Autorenkürzel lautet „W.Seem.“

## Leben
Wilhelm Seemann war ein Sohn des am Hoftheater in Hannover tätigen Klarinettisten und königlich hannoverschen Kammermusikers Wilhelm Seemann und dessen Ehefrau Caroline. Der Naturforscher und Botaniker Berthold Seemann war sein Bruder.
Wilhelm E. G. Seemann wirkte in der Zeit von 1853 bis 1862 als Redakteur und zusammen mit seinem Bruder Berthold Seemann als Herausgeber der im Verlag von Carl Rümpler in Hannover herausgegebenen Botanischen Zeitschrift „Bonplandia“.
Am 15. August 1853 wurde Wilhelm Seemann unter der Präsidentschaft von Christian Gottfried Daniel Nees von Esenbeck mit dem akademischen Beinamen Loudon unter der Matrikel-Nr. 1690 als Mitglied in die Kaiserliche Leopoldino-Carolinische Deutsche Akademie der Naturforscher aufgenommen.

## Schriften
als Herausgeber
- Bonplandia. Zeitschrift für die gesammte Botanik. Officielles Organ der K. L.–C. Akademie der Naturforscher.
  - 1. Jahrgang, Carl Rümpler, Hannover 1853 (Digitalisat)
  - 2. Jahrgang, Carl Rümpler, Hannover 1854 (Digitalisat)
  - 3. Jahrgang, Carl Rümpler, Hannover 1855 (Digitalisat)
  - 4. Jahrgang, Carl Rümpler, Hannover 1856 (Digitalisat)
  - 5. Jahrgang, Carl Rümpler, Hannover 1857 (Digitalisat)
  - 6. Jahrgang, Carl Rümpler, Hannover 1858 (Digitalisat)
  - 7. Jahrgang, Carl Rümpler, Hannover 1859 (Digitalisat)

- Bonplandia. Zeitschrift für die gesammte Botanik. Organ für Botaniker, Pharmaceuten, Gärtner, Forst– und Landwirthe.
  - 8. Jahrgang, Carl Rümpler, Hannover 1860 (Digitalisat)
  - 9. Jahrgang, Carl Rümpler, Hannover 1861 (Digitalisat)
  - 10. Jahrgang, Carl Rümpler, Hannover 1862 (Digitalisat)